# Den sidste detalje
Den sidste detalje è un mediometraggio del 1981 diretto da Lars von Trier.

## Trama
Due militari devono condurre in prigione un ragazzo.